# Karantanië
Karantanië (Sloveens: Karantanija; Duits: Karantanien) was een vorstendom in het zuiden van het huidige Oostenrijk en het noorden van het huidige Slovenië, dat bestond van 623 tot 745; de naam Karinthië stamt hier vanaf en is nog steeds de naam van de Oostenrijkse deelstaat Karinthië (Duits: Kärnten; Sloveens: Koroška). Overigens heeft die deelstaat nog steeds een Sloveenstalige minderheid en verscheidene Karinthische plaatsen hebben tevens Sloveense namen, zoals Klagenfurt (Celovec) en Villach (Beljak).
De voorouders van de Slovenen vestigden zich in het zuidoostelijk deel van de Alpen vanaf 550; het Ostrogotische Rijk ging rond deze tijd tenonder door veldtochten vanuit het Byzantijnse Rijk, waardoor een machtsvacuüm ontstond. Hierin stichtten deze Zuid-Slaven een vorstendom dat ze Karantanija noemden. Halverwege de 8e eeuw echter breidden de Franken hun rijk ook uit ten oosten van de Alpen, en werd Karantanië opgenomen in het Frankische Rijk in 745. Hierna werd de bevolking gekerstend.